# Чанда Сагіб
Чанда Сагіб (урду چندا صاحب; д/н — 12 червня 1752) — 8-й наваб Аркоту у 1749—1752 роках.

## Життєпис

### Підкорення Мадураю
Походження є дискусійним. Його ім'я при народженні було Хусейн Дост-хан. Був зятем аркотського наваба Дост Алі-хана. Брав участь у військових кампаніях останнього. Отримав посаду девана (міністра, що відповідав за фінанси та призначення намісників провінцій).
1734 року очолив військо, з яким брав участь у боротьбі за владу в Мадурайському наякстві. Спочатку було захоплено місто Мадурай, потім завдано поразки Туккоджі Бхонсле, магараджи Тханджавура, що намагався також втрутитися в цю боротьбу. За цим його співкомандувач Сафдар Алі-хан, отримавши 30 тис. золотих монет від наяка Вангару Тірумалая, залишив Чанду Сагіба наодинці. В свою чергу останній взяв в Мінакші, претендентши на трон Мадураю, 100 тис. срібних монет. У битві при Аммаянаякканур біля Діндігула Чанда Сагіб переміг Бангару Тірумалая, після чого оволодів усім наякством. Невдовзі скинув Мінакші, запроторивши її за грати. Таким чином, Мадурай було приєднано до Аркотського навабства. Фактично тут розпоряджався Чанда Сагіб.
Згодом обрав своєю резиденцією фортецю Трихінополі, призначивши своїх двох братів фауджарами фортець Діндігул і Мадурай. Вступив у союз з П'єр-Бенуа Дюма, французьким губернатором Пондішері. У 1739 році завдав поразки магараджи Тханджавура, змусивши того визнати зверхність наваба Аркота, передати французам Карайкал.

### Війна з маратхами
1740 року проти Аркота виступила армія маратхів на чолі із Раґходжі I Бхонсле, магараджею Нагпуру, який переміг наваба Дост-Алі-хана, що загинув у битві. Його син і спадкоємець Сафдар Алі-хан невдовзі визнав зверхність Держави маратхів. Чанда Сагіб вирішив продовжити боротьбу. Лише 14 березня 1741 року ворогові вдалося захопити його резиденцію Трихінополі. Став полоненим Раґходжі I, який відправив того до Нагпуру. Втім його родина і скарбниця опинилася під захистом французів в Пондішері.
1744 року, сплативши викуп, звільнився, перебравшись до Гайдарабаду. 1748 року за помередництва французів домовився з претендентом на трон нізама Музаффар Джангом щодо спільних дій з встановлення Чанда Сагіба на троні Аркота. В свою чергу тодішнього аркотського наваба Анвар ад-діна Мухаммад-хана підтримали Насір Джанг, нізам Гайдарабаду, й Британська Ост-Індська компанія. Бойові дії розпочалися 1749 року. Це стало початком Другої Карнатакської війни.

### Володарювання
У серпні того ж року Анвар ад-дін зазнав поразки в битві біля Амбуру і загинув. Влада перейшла до Чанди Сагіба. Але йому продовжив чинити спротив син загиблого — Мухаммад Алі-хан Валаджах. У липні 1751 року останній відступив до фортеці Трихінополі, яку наваб взяв в облогу. 
В цей час 300 британських солдатів на чолі із Робертом Клайвом раптовим ударом захопити Аркот, столицю держави. Чанда Сагіб відправив на її відвоювання сина Разу Сагіба з 10-тисячним військом, але той зазнав тяжкої поразки і загинуву листопаді. За цим  — 3 грудня — наваб зазнав поразки біля Каверіпаккамі (відома також як битві біля Арні), а 1752 року — Трихінополі. У березні 1752 року французи зазнали поразки від британців. У червні Чанда Сагіб був атакований Пратапсінгхом Бхонсле, магараджею Тханджавура, зазнав остаточного розгрому, потрапивши у полон, де був негайно обезголовений.
Британці встановили на троні Аркоту Мухаммада Алі-хан Валаджаха.